# Carlos Carbonero
Carlos Mario Carbonero Mancilla (ur. 25 lipca 1990 w Bogocie) – kolumbijski piłkarz występujący na pozycji pomocnika w klubie Cortuluá oraz w reprezentacji Kolumbii. Znalazł się w kadrze na Mistrzostwa Świata 2014 w zastępstwie kontuzjowanego Aldo Leão Ramíreza.